# Swan Lake Township (Iowa)
Pour les articles homonymes, voir Swan Lake Township.
Swan Lake Township est un township, du comté d'Emmet en Iowa, aux États-Unis,,.

## Source de la traduction
- (en) Cet article est partiellement ou en totalité issu de l’article de Wikipédia en anglais intitulé « Swan Lake Township, Emmet County, Iowa » (voir la liste des auteurs).